# Richard Holbrooke
Richard Charles Albert Holbrooke (New York, 24 aprile 1941 – New York, 13 dicembre 2010) è stato un diplomatico statunitense.

## Carriera
Anche se a lungo noto nella cerchia diplomatica e giornalistica, Holbrooke raggiunse grande importanza pubblica solo quando, in qualità di Vice Segretario di Stato americano, mediò un accordo di pace tra le fazioni in guerra in Bosnia che portarono alla firma degli accordi di pace di Dayton, nel 1995.
Dal 1999 al 2001, Holbrooke è stato rappresentante permanente alle Nazioni Unite. Dal 2009 è stato consigliere speciale del presidente Obama e del Segretario di Stato Hillary Clinton su Pakistan e Afghanistan.. Nello stesso periodo ha avviato la DMPP Diplomatic Mission Peace and Prosperity, un'organizzazione internazionale di lobbying. 
Il 10 dicembre 2010 per un problema all'aorta è stato ricoverato in ospedale, dove è deceduto dopo tre giorni, per un infarto.